# バッツァーノ
バッツァーノ（伊: Bazzano）は、イタリア共和国エミリア＝ロマーニャ州ボローニャ県に存在した基礎自治体（コムーネ）。
2014年1月1日に、カステッロ・ディ・セッラヴァッレ、クレスペッラーノ、モンテヴェーリオ、サヴィーニョと合併して、バルサモッジャとなった。

## 文化・観光
「スローシティ」加盟都市である。